# Fimbul-ijsplateau
Het Fimbul-ijsplateau (Noors: Fimbulisen) is een ijsplateau voor de kust van Koningin Maudland, Antarctica tussen 3° OL en 3° WL in de Lazarevzee. De ijsplaat is ongeveer 200 kilometer lang en circa 100 kilometer breed en wordt gevoed door de Jutulstraumengletsjer.
Het ijsplateau werd voor het eerst gefotografeerd vanuit vliegtuigen tijdens de Derde Duitse Antarctische expeditie (1938-1939) en later in kaart gebracht door Noorse cartografen aan de hand van opmetingen en luchtfoto's van de Noors-Brits-Zweedse Antarctische expeditie (NBSAE) (1949-1952) en luchtfoto's van de Noorse expeditie (1958-59). De gletsjer kreeg de Noorse naam Fimbulisen wat "groot ijs" betekent.